# Joffrey De Narda
Joffrey De Narda (ur. 10 sierpnia 1995 roku w Metzu) – francuski kierowca wyścigowy.

## Życiorys
De Narda rozpoczął karierę w jednomiejscowych samochodach wyścigowych w wieku 17 lat w 2012 roku we Francuskiej Formule 4. Tu właśnie po raz pierwszy w karierze stanął na podium - był drugi podczas niedzielnego wyścigu na torze Paul Ricard Circuit. Z dorobkiem 76 punktów ukończył sezon na 9. pozycji w klasyfikacji generalnej.
Na sezon 2013 Francuz podpisał kontrakt z ARTA Engineering na starty w Europejskim Pucharze Formuły Renault 2.0 (gościnnie) oraz w Alpejskiej Formule Renault 2.0. Jedynie w edycji alpejskiej był klasyfikowany. Z dorobkiem 38 punktów uplasował się tam na dwunastej pozycji w klasyfikacji generalnej.

## Wyniki

### Podsumowanie
| Sezon | Seria                                                     | Zespół                | Wyścigi | Zwycięstwa | PP | NO | Podium | Punkty | Pozycja |
| ----- | --------------------------------------------------------- | --------------------- | ------- | ---------- | -- | -- | ------ | ------ | ------- |
| 2012  | Francuska Formuła 4                                       | Signatech             | 14      | 0          | 0  | 0  | 1      | 76     | 9       |
| 2013  | Europejski Puchar Formuły Renault 2.0                     | ARTA Engineering      | 4       | 0          | 0  | 0  | 0      | 0      | NS†     |
| 2013  | Alpejska Formuła Renault 2.0                              | ARTA Engineering      | 12      | 0          | 0  | 0  | 1      | 38     | 12      |
| 2014  | Porsche Supercup                                          | Sébastien Loeb Racing | 1       | 0          | 0  | 0  | 0      | 0      | NS†     |
| 2014  | Francuski Puchar Porsche Carrera                          | @LoebRacing           | 13      | 0          | 0  | 0  | 1      | 76     | 10      |
| 2014  | Puchar Porsche Carrera 24H Le Mans Support Race - Klasa A | Sébastien Loeb Racing | 1       | 0          | 0  | 0  | 1      | 0      | 10†     |
| 2015  | Porsche Supercup                                          | Sébastien Loeb Racing | 3       | 0          | 0  | 0  | 0      | 0†     | NS†     |
| 2015  | Francuski Puchar Porsche Carrera                          | Sébastien Loeb Racing | 12      | 1          | 0  | 1  | 4      | 114    | 7       |

† – De Narda nie był zaliczany do klasyfikacji.